# Lenguas chibchenses

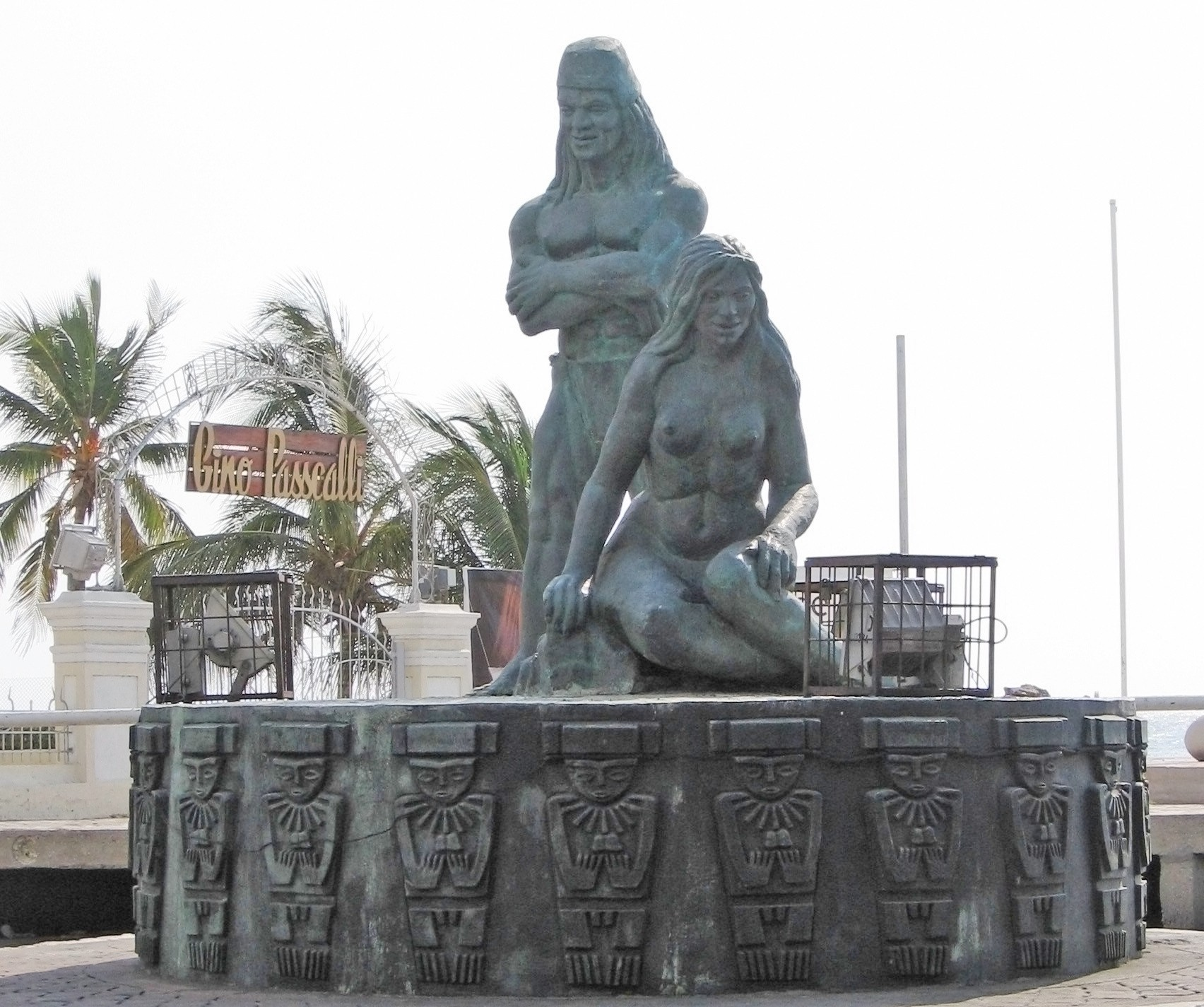
Monumento al pueblo tairona en Santa Marta

Las lenguas chibchenses —también llamadas chibchanas o chibchas— constituyen un amplio grupo de lenguas habladas por varios pueblos amerindios, cuyo territorio tradicional se extiende desde el nororiente de Honduras, la costa caribeña de Nicaragua, la mayor parte de Costa Rica y Panamá, así como el norte y centro de Colombia y el occidente de Venezuela.

## Situación
Se han logrado clasificar veintiséis lenguas dentro de esta familia lingüística, de las cuales nueve se encuentran extintas. En su mayoría, se trata de lenguas cuyos territorios coincidieron con los principales centros de actividad social y política durante la colonización española.
Otras lenguas están al borde de la extinción. Tal es el caso del paya y el guatuso, ambas con aproximadamente 600 hablantes, y del rama, lengua hablada en Nicaragua, de la cual solo quedan 24 hablantes.

### Lenguas pertenecientes a la familia lingüística chibcha
| Lenguas pertenecientes a la familia lingüística chibcha | Estado según el atlas de vitalidad de lenguas de UNESCO | Código ISO 639-3 | Clasificación Interna              |
| ------------------------------------------------------- | ------------------------------------------------------- | ---------------- | ---------------------------------- |
| Paya                                                    | En peligro                                              | pay              | Paya                               |
| Rama                                                    | En situación crítica                                    | rma              | Lengua vótica                      |
| Guatuso                                                 | Seriamente en peligro                                   | gut              | Lengua vótica                      |
| Huetar†                                                 | Extinta                                                 | -                | Lengua vótica (filiación probable) |
| Bribri                                                  | En peligro                                              | bzd              | Lengua ístmica occidental          |
| Cabécar                                                 | Vulnerable                                              | cjp              | Lengua ístmica occidental          |
| Naso (térraba y téribe)                                 | En peligro                                              | tfr              | Lengua ístmica occidental          |
| Bocotá                                                  | En peligro                                              | sab              | Lengua ístmica occidental          |
| Dorasque †                                              | Extinta                                                 | -                | Lengua ístmica occidental          |
| Chánguena †                                             | Extinta                                                 | -                | Lengua ístmica occidental          |
| Boruca                                                  | En situación crítica                                    | brn              | Lengua ístmica occidental          |
| Térraba                                                 | En peligro                                              | tfr              | Lengua ístmica occidental          |
| Movere (guaimí)                                         | En peligro                                              | gym              | Lengua ístmica oriental            |
| Kuna                                                    | Vulnerable                                              | kvn              | Lengua ístmica oriental            |
| Chimila                                                 | Seriamente en peligro                                   | cbg              | Lengua magdalénica septentrional   |
| Kogui (kaggaba)                                         | Vulnerable                                              | kog              | Lengua magdalénica septentrional   |
| Wiwa (guamaca, arsario, damana)                         | En peligro                                              | mbp              | Lengua magdalénica septentrional   |
| Idioma kankui, Kankuamo - (Atanquez) †                  | Extinta                                                 |                  | Lengua magdalénica septentrional   |
| Arhuaco (ika o bintucua)                                | Vulnerable                                              | arh              | Lengua magdalénica septentrional   |
| Barí                                                    | Vulnerable                                              | mot              | Lengua magdalénica meridional      |
| U'wa (uk'uwa)                                           | En peligro                                              | tnb              | Lengua magdalénica meridional      |
| Muisca                                                  | En peligro                                              | -                | Lengua magdalénica meridional      |
| Duit (muy relacionado con el muisca) †                  | Extinta                                                 | -                | Lengua magdalénica meridional      |
| Guane                                                   | Extinta                                                 | -                |                                    |
| Catío                                                   | Extinta                                                 | -                |                                    |
| Nutabe                                                  | Extinta                                                 | -                | Sin clasificar                     |

Posiblemente el tairona pertenezca a este grupo de lenguas
De algunas lenguas extintas, como la de los muiscas, quedaron textos, diccionarios y gramáticas que también permiten su estudio y comparación. El elemento cultural chibcha se distingue por su cerámica, su organización social y sus tradiciones, aunque no necesariamente coincide con la familia lingüística.

### Lenguas chibchas habladas en la actualidad
| N.º | Autónimo   | Exónimo                  | País en que se habla |
| --- | ---------- | ------------------------ | -------------------- |
| 1   | pech       | paya                     | Honduras             |
| 2   | rama       |                          | Nicaragua            |
| 3   | malécu     | guatuso                  | Costa Rica           |
| 4   |            | cabécar                  | Costa Rica           |
| 5   | bribri     |                          | Costa Rica Panamá    |
| 6   | naso       | teribe                   | Panamá Costa Rica    |
| 7   | ngäbe      | guaimí                   | Costa Rica Panamá    |
| 8   | buglere    | bocotá                   | Costa Rica Panamá    |
| 9   | guna       |                          | Panamá Colombia      |
| 10  | ika        | bíntucua, arhuaco        | Colombia             |
| 11  | wiwa       | damana, guamaca, arsario | Colombia             |
| 12  | kágaba     | kogui                    | Colombia             |
| 13  | u'wa       | tunebo                   | Colombia             |
| 14  | ette taara | chimila                  | Colombia             |
| 15  | barí       | motilón-barí             | Colombia Venezuela   |
| 16  | brúnkajk   | boruca                   | Costa Rica           |

## Clasificación de las lenguas chibchas

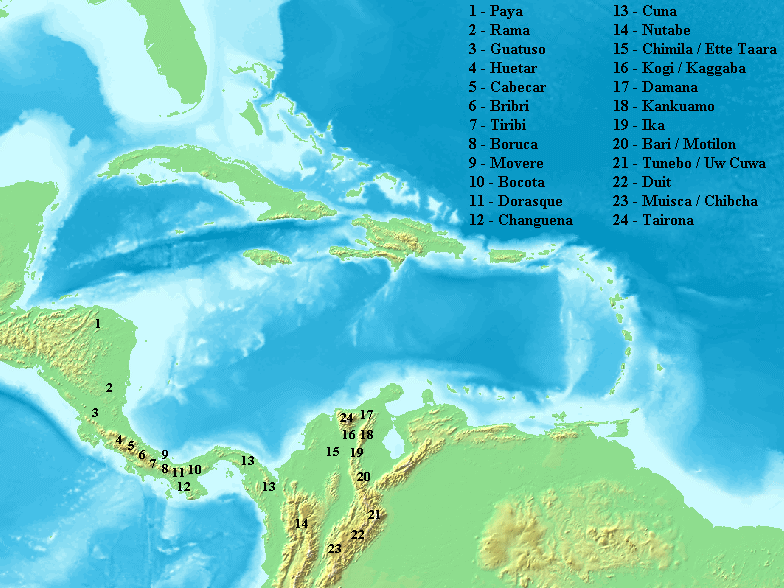

Cassani (1741) relacionó como lenguas chibchas el muisca y el tunebo. Müller (1882) propuso el parentesco de estas lenguas con el arhuaco, lo cual fue confirmado por Max Uhle (1888, 1890), quien además comprobó una relación con el guaimí y las lenguas talamanqueñas, postulando la existencia de la familia lingüística chibcha. En la ponencia de 1888, presentada en el VII Congreso Internacional de Americanistas, Uhle consiguió demostrar que había una relación de parentesco entre las lenguas talamanqueñas (bribri, cabécar, térraba, boruca), las lenguas guaimíes (move, murire, muoy), las lenguas arhuacas (cábaga, guamaca, bintucua) y el extinto Idioma muisca, lenguas habladas en partes de Honduras, Nicaragua, Costa Rica, Panamá y Colombia.

### Clasificación interna
En años recientes, el lingüista costarricense Adolfo Constenla Umaña (1981, 1991, 1995) ha creado una detallada clasificación de las lenguas chibchas. La más reciente clasificación de este autor (Constenla 2008) divide la familia de la siguiente manera:

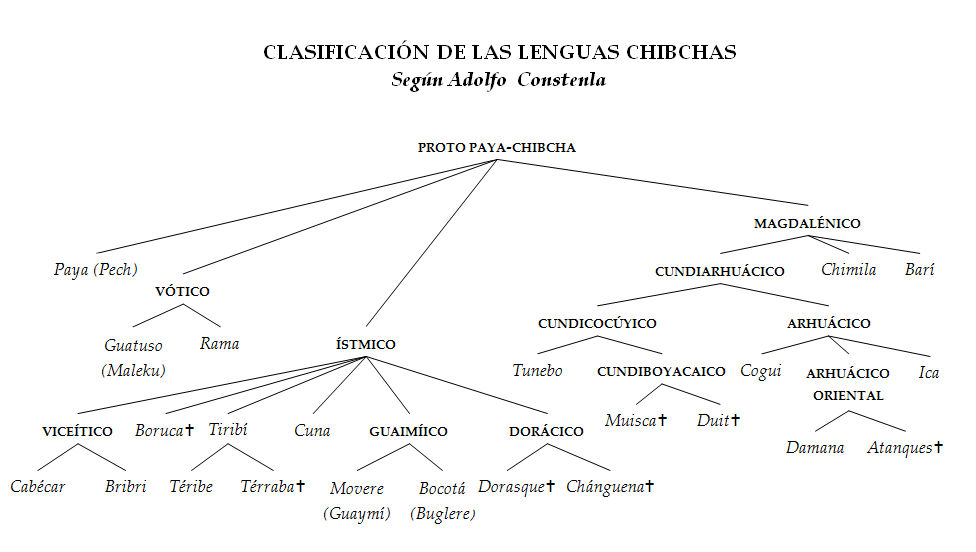

I. Paya, 990 hablantes (1993)
II. Chibchense nuclear
IIA. Lenguas vóticas
- Rama, 24 (1989)
- Guatuso, 750 (2000)
- Huetar (filiación probable)

IIB. Lenguas ístmicas
B1. Ístmico occidental
a. Lenguas viceíticas
- Cabécar, 8840 (2000)
- Bribri, 11 000 (2000)

b. Boruca, 5 (1986)
c. Naso (teribe o térraba), 3005 (1991-1996)
B2. Lenguas dorácicas
- Dorasque
- Chánguena

B3. Ístmico oriental
a. Lenguas guaimíicas
- Movere (guaimí), 133 090 (1990-2000); 150 000 (2008)
- Buglere (bocotá), 2500 (1986)

b. Cuna
- Paya-pucuro, 1200 (1990-1991)
- Chuana, 57 100 (2000)

IIC. Lenguas magdalénicas
C1. Magdalénico meridional
a. Lenguas chibchas
- Muisca
- Duit

b. Tunebo (U'wa)
- Occidental, 700 (1998)
- Central, 2500 (2000)
- Barro Negro, 300 (1981)
- Angosturas, 50 (2009)

c. Barí, 5390 (2001)
C2. Magdalénico septentrional
a. Lenguas arhuácicas
a1. Cogui, 11 000 (2007)
a2. Lenguas arhuácicas orientales-meridionales
i. Lenguas arhuácicas orientales
- Damana (wiwa o malayo), 1920 (2001); 6600 (2010)
- Atanques (kankui o kankuamo)†

ii. Ica, 14 800 (2001)
b. Chimila, 2000 (2006)
C3. Sin clasificar
- Antioqueño o nutabe†

### Relaciones con otras familias

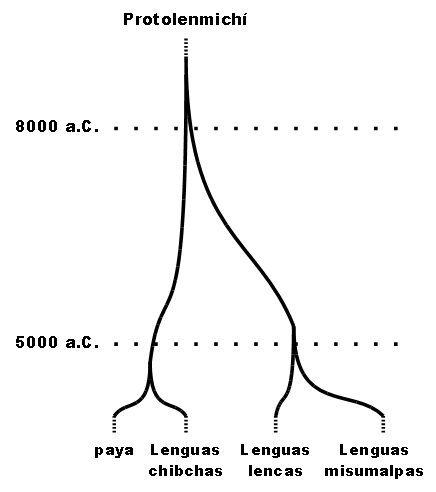
Esquema de la separación temporal del Microfilo lenmichí

Joseph Greenberg (1987), siguiendo a otros lingüistas que en el pasado incluyeron un mayor número de lenguas en la familia chibcha, ha propuesto la hipótesis de una macrofamilia chibchana-paezana (o Macro-Chibcha), que incluiría, junto a las lenguas chibchas propiamente dichas, al idioma paez, a las lenguas barbacoanas y a las lenguas misumalpa. Esta hipótesis, aunque sigue siendo debatida entre los lingüistas, aún no ha sido satisfactoriamente probada.
Adolfo Constenla (2005), utilizando el método comparativo, logró probar que existe una relación genealógica entre la familia chibcha y las lenguas lencas y las misumalpas. En un trabajo anterior (Constenla 2002), ya había probado el parentesco entre estos dos últimos grupos de lenguas. El antepasado común de estas lenguas ha sido denominado por Constenla microfilo lenmichí. Este debió hablarse cerca del 8000 a. C. en algún lugar del Istmo Centroamericano.

## Descripción lingüística

### Fonología
Constenla (2008) reconstruye un sistema fonológico para el protochibcha formado por el siguiente sistema vocálico:
|              | Anteriores | Centrales | Posteriores |
| ------------ | ---------- | --------- | ----------- |
| Cerradas     | *i         |           | *u          |
| Semicerradas | *e         |           | *o          |
| Abierta      |            | *a        |             |

Constenla (2008) reconstruye el siguiente grupo de consonantes:
|            | Bilabial | Alveolar | Velar | Glotal |
| ---------- | -------- | -------- | ----- | ------ |
| Oclusivas  | *p *b    | *t *d    | *k *g | *ʔ     |
| Africada   |          | *ts      |       |        |
| Fricativas |          | *s       |       | *h     |
| Vibrante   |          | *r       |       |        |
| Lateral    |          | *l       |       |        |

Además de los fonemas segmentales anteriores, se reconstruyen las siguientes características suprasegmentales:
- Nasalidad vocálica distintiva: (*~)
- Tres tonos: bajo (*1), medio (*2) y alto (*3)
- Acento: (*')

En su reconstrucción más reciente M. Pache (2018) considera que los fonemas de Constenla /*b/, /*d/ y /*g/ deben interpretarse como prenasalizadas [ᵐb], [ⁿd] y [ᵑg].

### Comparación léxica
El siguiente cuadro muestra los numerales del 1 al 10 y las reconstrucciones propuestas para los principales grupos:
| GLOSA | Paya  | PROTO- VÓTICO | PROTO- ÍSTMICO  | PROTO- MAGDALÉNICO | PROTO- CHIBCHA    | PROTO- CHIBCHA |
| ----- | ----- | ------------- | --------------- | ------------------ | ----------------- | -------------- |
| 1     | as    |               | *e-kwə          |                    | *éʔ               |                |
| 2     | pōk   | *pau-k-       | *boke           | *ᵐbú-ka            | *buk              | *ᵐbuuʔ         |
| 3     | máih  | *poi-         | *mayã           | *ᵐbai              | *bai(ã)           | *ᵐbãʔ(ĩ)       |
| 4     | kā    | *pake-        | *bake           | *ᵐbakái            | *bəhˈke           | *ᵐbahka(i)     |
| 5     | aúnki |               | *tig(?) (*skẽ-) | *-tikʷ-            | *(a)tik-(?) *sAkẽ́ | *hat- 'mano'   |
| 6     | séra  |               | *ter-           | *ter-              | *ted              | *taiⁿd-        |
| 7     | tavuá |               | *gug(l)e        | *kuku-             | *kúh              | *kuh-          |
| 8     | óva   |               | *kwog-          | *abi-              |                   | *hap-          |
| 9     | tax   |               |                 |                    |                   | *uk(a)         |
| 10    | úka   |               | *taba(?)        | *ukʷa-             | *uka              | *uk(a)         |

El término *sAkẽ́ '5' también significa 'pie'.
La siguiente tabla incluye algunos cognados entre lenguas chibcha:
| GLOSA             | Paya | Vótico   | Ístmico   | Ístmico | Magdalénico | Magdalénico | PROTO- CHIBCHA |
| GLOSA             | Paya | Guatuso  | Bribri    | Kuna    | Kogui       | Muisca(†)   | PROTO- CHIBCHA |
| ----------------- | ---- | -------- | --------- | ------- | ----------- | ----------- | -------------- |
| 'entrar'          | tōk  | tió-Ki   | ɛ-tsuk-   | toka    |             |             | *dok-          |
| 'cara'            | wāk  | xuá-Ki   | wo        | wakala  | waka        | bique       | *gwa(k)        |
| 'cabeza, cabello' | sã   | čiá      | tsã       | saila   | sãĩ-        | zye         | *tsã̀           |
| '¿cuántos?'       | píš  | pí-Ki-ka | bikãs     | pikwa   | bitsa       | bi-ua/fi-ua | *bi            |
| INTERROGATIVO     | pí   | pi-      | bi-       | pi-     | mi-         | bes-ua      |                |
| NEGATIVO          | -tá- | ɛbedo    |           | ta      | na-         | -za         |                |
| PRESENTE          | -wa  |          | -wa       |         | -wa         | -squa       | *-wa           |
| 'sembrar'         | tīš  | tí-Ki    | tke       | tik-    | ni-ka       | xi-squa     | *dihke         |
| 'dulce'           | parī | pálo-xa  | bolo-bolo |         | málu(rze)   | -basy-      | * *bəlóʔ       |
| '2'               | pōk  | páuŋka   | bok       | pōkwa   | máužua      | boza        | *buuʔ          |
| 'agua'            | -tia | tí       | diʔ       | ti(i)   | ni          | sie         | *diʔ           |
| 'tú'              | pa-  | po       | beʔ       | pe      | ma          | mue         | *baʔ           |

(el acento indica el tono alto)